# Secret de Polichinelle
 (novembre 2018).

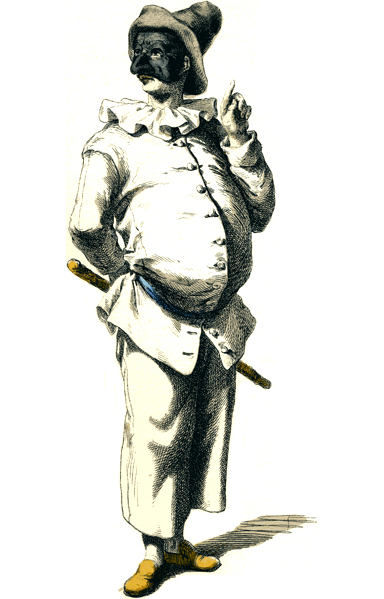
Polichinelle.

Un « secret de Polichinelle » est une expression signifiant un secret connu de tous mais dont la connaissance n'est pas partagée.
Les détenteurs du secret de Polichinelle ne manifestent pas librement la connaissance qu'ils ont (parce qu’ils croient qu’il vaut mieux, pour eux ou pour d’autres, ne parler qu’avec des gens de confiance ou même complètement se taire) et, par conséquent, ils ignorent le niveau de connaissance des autres. On est alors dans la situation où « les apparences sont sauves » et où « personne n’a perdu la face ».
Le secret ne porte donc pas sur l’information primaire, mais sur le degré d’information qu’on manifeste et qu’on suppose aux autres.

## Origine de l’expression
Polichinelle est un personnage de la commedia dell'arte. Il est doublement bossu, une bosse devant, une derrière. Mais il est plein d’esprit et de débrouillardise. Dans un épisode de ses aventures, alors qu’il est le page du roi, il veut se venger d’un seigneur vaniteux à l'excès, qui se vante de sa légèreté à la danse. Polichinelle évoque alors devant le roi l’infirmité cachée de ce seigneur. Comme le roi ignore tout de cette infirmité, Polichinelle la lui révèle, sous le sceau du secret : ce seigneur aurait le corps couvert de plumes. Puis il fait de même avec tous les courtisans, en recommandant le secret à chaque fois. Bientôt tout le monde est au courant. « C’est pourquoi on appela depuis secrets de Polichinelle tous les secrets mal gardés. »
Dans la 8e édition du dictionnaire de l'Académie française, on trouve la variante moins courante de « secret de la comédie ».

## Théorie de l’information
C’est une notion à la fois très populaire (comme son nom l’indique) et très profonde : un secret de Polichinelle n’est pas du tout équivalent à une chose connue publiquement, ainsi que le prouvent les conséquences souvent très importantes de la « révélation » publique du « secret ».
Le conte Les Habits neufs de l'empereur illustre ce type de phénomène : à l’instant critique, tout le monde voit que le roi est nu, mais se comporte comme s’il était habillé de façon extraordinaire, pour ne pas révéler sa connaissance de cette nudité. Un enfant fait voler le secret en éclats.
Une expérience de pensée illustre également le phénomène.
Un père interdit à son fils de sortir. Or, un soir, le père voit son fils dehors : il sait donc, mais son fils ignore qu’il sait. Puis le père en parle à un ami, conversation surprise par le fils : à son tour, le fils sait que son père sait, alors que le père ignore que son fils sait qu’il sait, etc. (le jeu pouvant durer longtemps mais son exposé étant alors de plus en plus difficile). Il apparaît que ce type de situation, même en poussant à l’infini, est très différente de celle où le père et le fils se croisent dehors. Dans le premier cas, il reste tout un jeu possible (faire semblant d’ignorer et choisir le moment de la révélation, faire « spontanément » amende honorable), dans le second, le père devra abdiquer ou le fils se soumettre dans une confrontation directe et immédiate.